# Weißmantel-Bartvogel
Der Weißmantel-Bartvogel (Capito hypoleucus) ist eine Art aus der Familie der Amerikanischen Bartvögel. Die Art kommt ausschließlich in einem sehr kleinen und mittlerweile stark fragmentierten Gebiet im Nordwesten Südamerikas vor. Die IUCN stuft den Weißmantel-Bartvogel auf Grund seines Habitatverlusts als stark gefährdet (endangered) ein. Der Bestand wird auf weniger als 10.000 Individuen geschätzt. Es werden drei Unterarten unterschieden.

## Erscheinungsbild

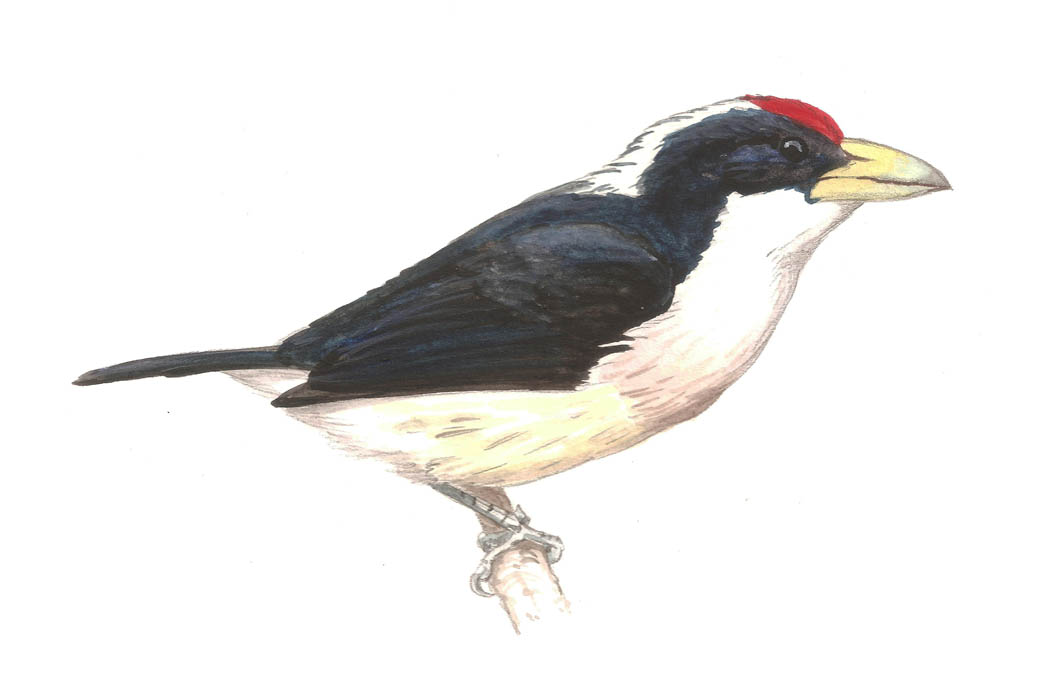
Weißmantel-Bartvogel, Illustration

Der Weißmantel-Bartvogel ist ein kräftig gebauter kleiner Vogel mit einem kurzen, kräftigen Schnabel. Die Körperlänge beträgt etwa 19 Zentimeter. Die Männchen der Nominatform haben eine Flügellänge von 8,7 bis 9,6 Zentimeter. Der Schwanz misst 5,4 bis 5,7 Zentimeter und die Schnabellänge beträgt 2,2 bis 2,6 Zentimeter. Weibchen haben ähnliche Körpermaße. Anders als bei anderen Buntbärtlingen ist der Sexualdimorphismus bei dieser Art nur sehr geringfügig ausgeprägt.
Die Männchen der Nominatform haben eine leuchtend rote Stirn; von der Mitte des Oberkopfs bis in den Nacken haben die Federn eine schwarze Basis und eine blass gelbweiße Spitze. Auf dem Mantel läuft diese helle Zeichnung V-förmig aus. Der restliche Oberkörper ist schwarz, die Steuerfedern sind dunkelbraun. Kinn und Kehle sind cremeweiß, über die Vorderbrust verläuft ein breites, blassbraunes Band. Die übrige Brust sowie Bauch und Unterschwanzdecken sind gelbweiß, die Körperseiten und die Flanken sind ebenfalls gelbweiß. Die Schenkel sind olivgrau, wobei die Federn kleine gelbweiße Spitzen aufweisen. Die Unterart C. h. extinctus unterscheidet sich von der Nominatform durch ein dunkleres Brustband. Die Unterart C. h. carrikeri ist auf der Körperunterseite etwas gelblicher.
Von den anderen Amerikanischen Bartvögeln, deren Verbreitungsgebiete sich mit dem des Weißmantel-Bartvogels überlappen, ist der Weißmantel-Bartvogel vor allem durch das Fehlen von schwarzen Partien auf der Körperunterseite unterscheidbar. Die größte Ähnlichkeit besteht mit dem Tropfenbartvogel, der jedoch einen dunkleren Schnabel hat und keine roten Abzeichen auf dem Kopf aufweist.

## Verbreitungsgebiet

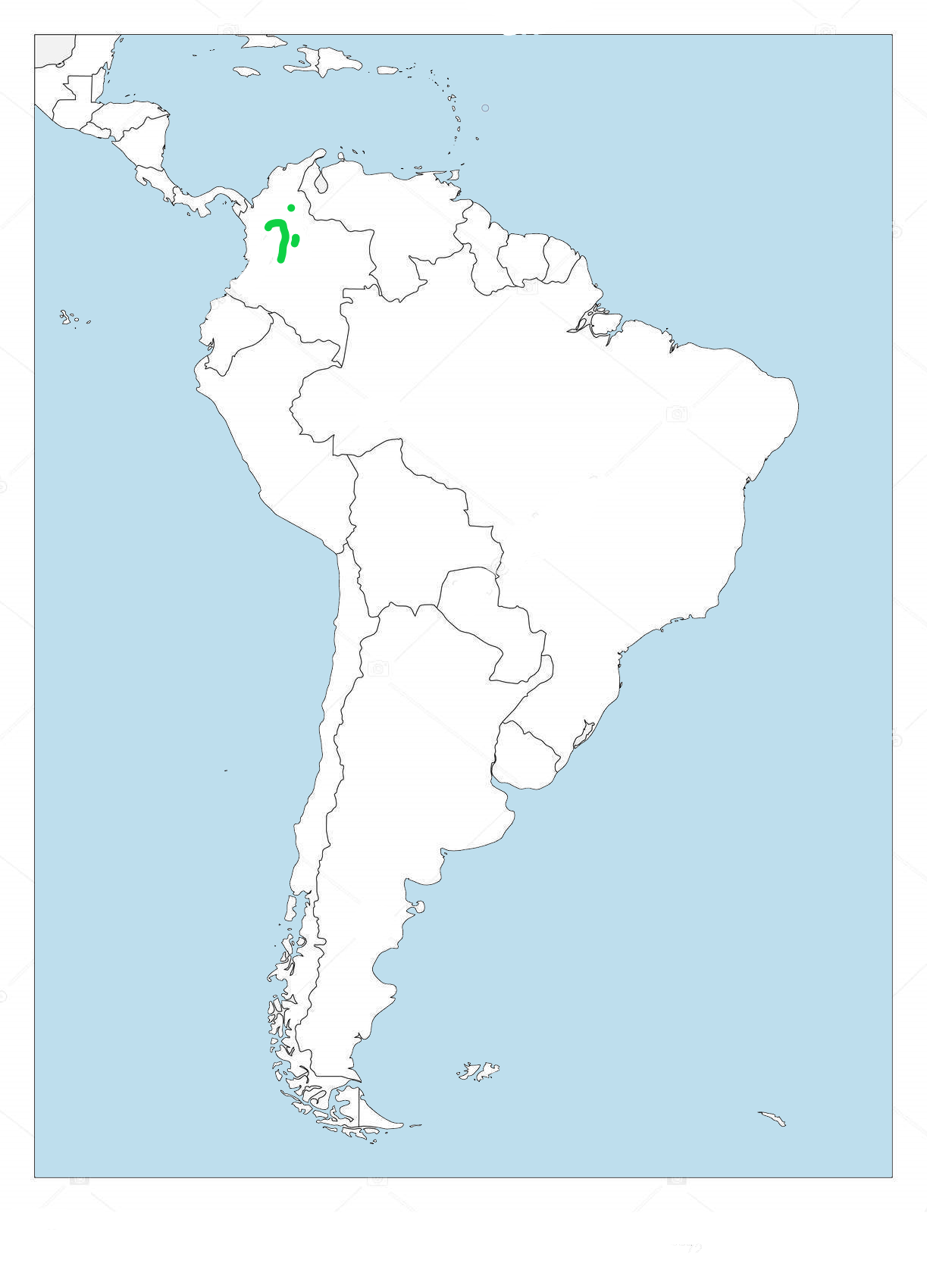
Verbreitungsgebiet des Weißmantel-Bartvogels (grün)

Der Weißmantel-Bartvogel kommt nur im Norden Kolumbiens vor. Belegte Beobachtungen gab es in den letzten Jahren nur noch aus dem Südosten Antioquias und dem Norden Caldas. Dies entspricht der südlichen Verbreitungsregion dieser Art. Negativ auf den Bestand wirkt sich vor allem die zunehmende Abholzung der dort vorhandenen Wälder aus. Geschätzt wird, dass mehr als die Hälfte des ursprünglichen Verbreitungsgebietes dem Weißmantel-Bartvogel keine geeigneten Lebensräume mehr bieten. Die Population ist zunehmend fragmentiert.

## Lebensraum und Lebensweise
Der Weißmantel-Bartvogel besiedelt hauptsächlich Berghänge in Höhenlagen zwischen 700 und 1600 Metern. Er kam ursprünglich in feuchten Bergwäldern vor, er nutzt auch noch Areale, in denen in den Wald Agrarflächen mit einer Ausdehnung von maximal bis zu 20 Hektar geschlagen wurden. Er wird außerdem in Sekundärwald und Kaffee- und Kakaoplantagen beobachtet, sofern diese fruchttragende Bäume aufweisen. Er nutzt teilweise auch Bergwälder an sehr steilen Hängen, die sich für eine Nutzung als Agrarflächen weniger eignen. Die Art kann möglicherweise vor dem Aussterben bewahrt werden, wenn solche Gebiete mit mindestens einer Größe von 1.000 Hektar unter Schutz gestellt und durch Korridore mit anderen solchen Waldgebieten verbunden sind.
Der Weißmantel-Bartvogel wird gewöhnlich in Paaren und kleinen Familientrupps beobachtet. Gelegentlich werden mehrere Paare beobachtet, wie sie in einem isoliert stehenden, fruchttragenden Baum in einer Entfernung von bis zu einem Kilometer vom Waldrand nach Nahrung suchen. Während der Nahrungssuche halten sie sich überwiegend in den Baumwipfeln auf. Sie fressen überwiegend Früchte, darunter auch Mangos sowie in geringerem Maße auch Insekten. Die Fortpflanzungsbiologie ist weitgehend unerforscht. Vermutlich brüten Weißmantel-Bartvögel aber in den Monaten Mai bis Juni.

## Unterarten
Bisher sind drei Unterarten bekannt, die sich vor allem durch ihre Färbung unterscheiden.
- Capito hypoleucus hypoleucus Salvin, 1897[7] kommt vom Departamento de Bolívar bis ins Departamento de Antioquia vor.
- Capito hypoleucus carrikeri Graves, GR, 1986[8] ist im Departamento de Antioquia verbreitet.
- Capito hypoleucus extinctus Graves, GR, 1986[8] kommt im Tal des Río Magdalena in Zentralkolumbien vor.

## Etymologie und Forschungsgeschichte
Die Erstbeschreibung des Weißmantel-Bartvogels erfolgte 1897 durch Osbert Salvin unter dem wissenschaftlichen Namen Capito hypoleucus. Das Typusexemplar wurde von Antwerp Edgar Pratt (1852–1924) bei Valdivia gesammelt. Bereits 1816 hatte Louis Pierre Vieillot die neue Gattung Capito für den Tupfenbartvogel (Capito niger (Statius Müller, 1776)) (entspricht Tamatia à tête et gorges rouge von Georges-Louis Leclerc de Buffon) eingeführt. Das Wort leitet sich vom lateinischen caput, capitis für Kopf ab. Der Artname hypoleucus ist ein griechisches Wortgebilde aus »hypo ὑπο« für unter und »leukos λευκος« für weiß. Carrikeri ist seinem Sammler Melbourne Armstrong Carriker gewidmet. Das lateinische extinctus steht für tot bzw. zerstört und bezieht sich auf das mögliche Aussterben der Unterart bedingt durch Waldraubbau.

## Belege